# Lucasioides taitii
Lucasioides taitii är en kräftdjursart som beskrevs av Kae Kyoung Kwon 1993. Lucasioides taitii ingår i släktet Lucasioides och familjen Trachelipodidae. Inga underarter finns listade i Catalogue of Life.